# 누오보성
누오보성(이탈리아어: Castel Nuovo 카스텔 누오보[*])은 마스키오 안조이이라 종종 불리는 이탈리아 나폴리 중심지에 있는 시청과 광장 정면에 위치한 중세시대의 성이다. 카스텔 누오보는 새로운 성(New Castle)이라는 의미이다. 1279년에 처음 세워진, 경치가 좋은 위치와 커다란 규모를 지닌 이 성은 나폴리의 핵심 건축물 랜드마크 중 하나이다.

## 역사
1266년 나폴리의카를로 1세 (앙주의 샤를)의 왕위 계승 이전에 나폴리 왕국의 수도는 팔레르모였다. 나폴리에는 카푸아노성이라는 왕실 거주지만 있었다. 그러나 나폴리로 수도를 천도를 할때, 카를로는 바다에서 너무 멀지 않고, 왕궁으로서 기능을 가진 새로운 성의 건설을 지시했다. 프랑스 건축가들이 맡은 이 작업은 1279년에 시작되어 3년 뒤에 완료됐다.
시칠리아 만종 전쟁 때문에 이 신축 요새는 카를로가 죽고 그 뒤를 아들인 카를로 2세가 상속한 1285년까지 미거주 상태로 있었다. 누오보성은 곧 나폴리 구지구의 중심지가 됐으며, 자주 유명한 장소였다. 그 예로 1294년 12월 13일에 교황 첼레스티노 5세는 이 성의 홀에서 교황직을 사임했다. 11일 뒤에 교황 보니파시오 8세가 이곳에서 추기경 위원회에 의해 교황으로 선출됐고 앙주 가문의 권위를 피해 즉시 로마로 움직였다.

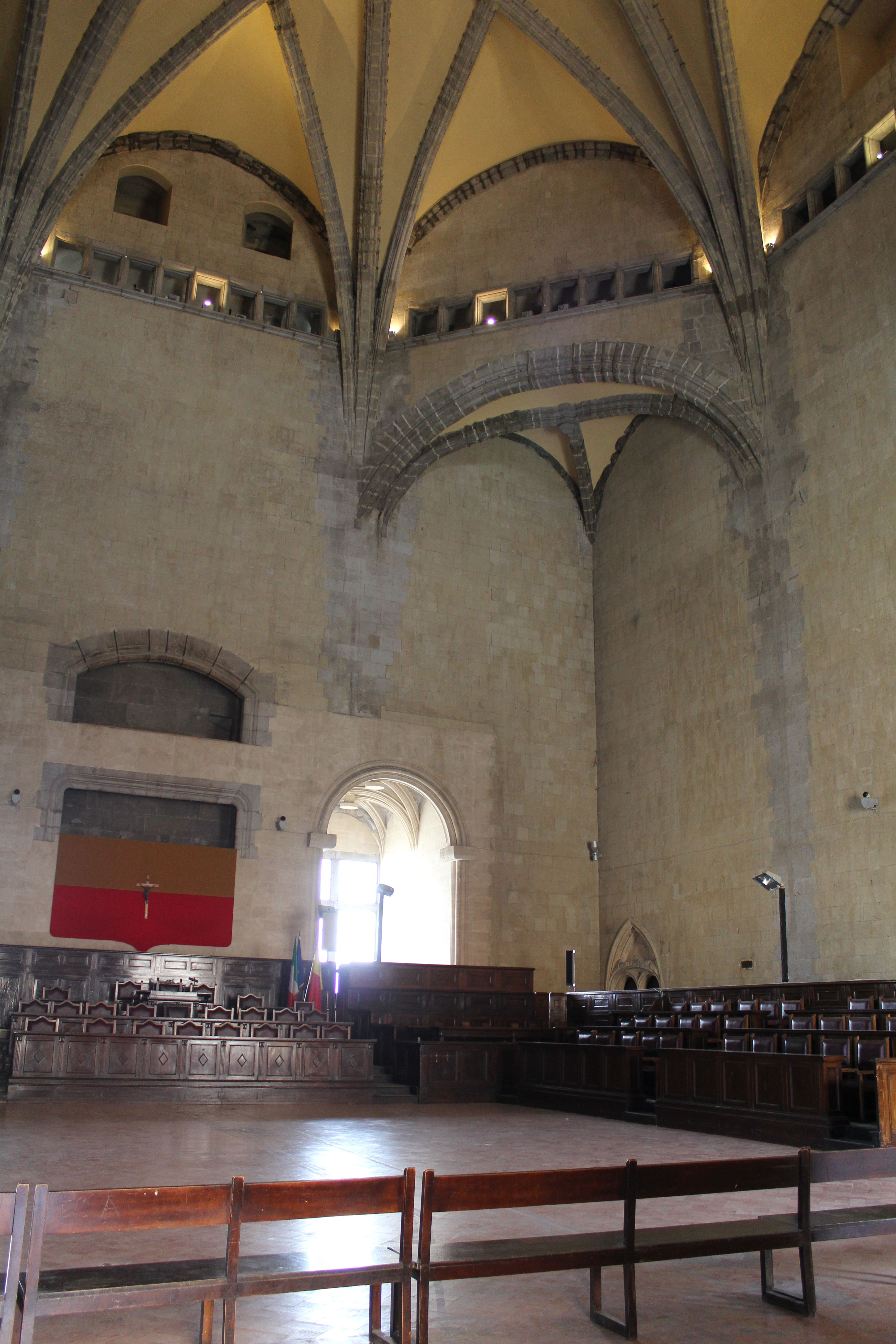
높고 아치형의 천장을 가진 남작의 홀 내부 모습

로베르토 왕 (1309년부터 통치)의 아래에서 이 성은 증축되고 화려하게 꾸며져, 예술 후원의 중심지가 되었다. 1347년에 헝가리의 러요시 1세의 군대에게 약탈을 당하여, 조반나 여왕이 돌아온 후에야 제대로 된 복원을 할 수 있었다. 이 새롭게 완성된 두 번째 성은 러요시의 2차 침공 동안에 여왕이 헝가리의 공격으로부터 버틸 수 있게 하였다. 이 성은 그 이후로 여러 차례에 포위를 당했고, 1399년부터 라디슬라오 왕의 공식 거주지였다. 그의 누이 조반나 시기에 쇠퇴하였다.
1442년에 아라곤의 알폰소 5세가 시작한 아라곤 왕조 통치 동안에 이 요새는 새로운 공성 무기에 버틸 수 있도록 보강되었다. 프란체스코 라우라나가 공사를 맡은 개선문이 알폰소의 나폴리 입성을 기념하기 위해 정문에 추가 되었다. 개선문의 장식은 알폰소가 카탈루냐에서 초청한 조각가들인 페레 조안과 길롐 사그레라가 한 것이다.
이 성의 홀에서 알폰소의 아들인 페르디난도 1세를 상대로 일어난 남작들의 공모 사건이 일어났다. 왕은 축제를 이유로 남작들을 초대했는데, 어느 시점에 그는 홀의 모든 문에 수비대를 배치시키고 모든 남작들을 체포한 뒤에 처형하였다. 남작의 홀은 2006년까지 나폴리 지방 자치 단체의 의회였다.
1494년에 프랑스의 샤를 8세의 병사들이 나폴리에 대대적인 약탈을 벌인 후, 나폴리 왕국은 스페인에 합병되었고, 이 성은 거주지에서 중요 군사 요새로 격하되었다. 나폴리를 방문한 스페인 왕들의 임시 거처이기도 했으며, 이 중에는 1535년의 카를로스 1세가 있다. 카를로스 3세에 의하여 다시 거주지로 쓰였고, 이후에는 공작 스테파노 디 콘차 (Stefano Di Conza)가 썼다.

## 개선문

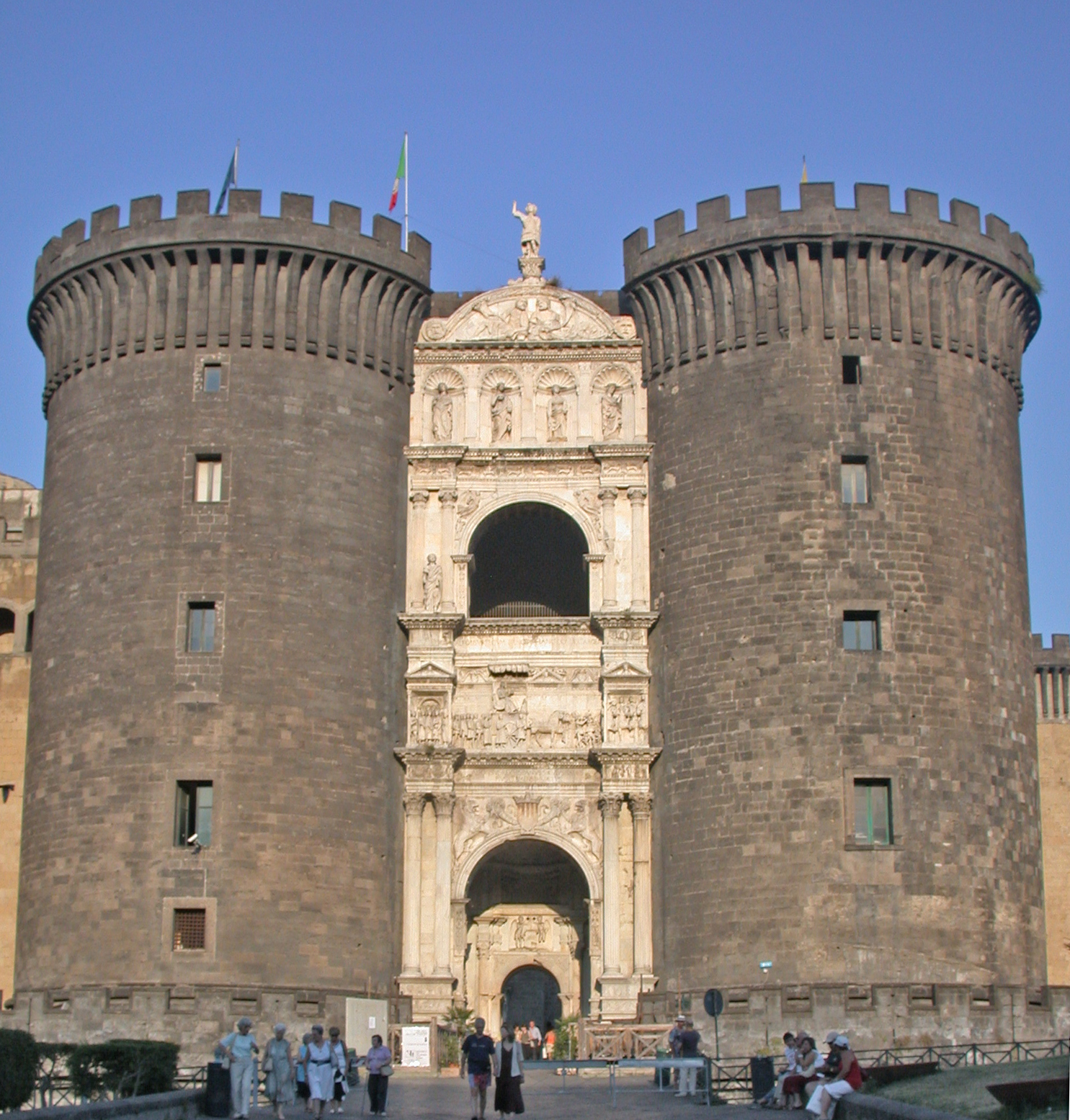
누오보의 개선문은 문루에 합쳐져 있다.

백색 대리석으로 된 거대한 단면의 개선문은 1443년에 알폰소의 나폴리 입성을 기념하며 1470년에 지어졌다. 앙주성의 두 개의 서쪽 탑 사이에 서있다. 전체적인 설계는 밀라노 건축가 피에트로 디 마르티나나 바사리에 따르면 줄리아노 다 마이아노가 한 것으로 여겨졌다. 현대의 학자들은 프란체스코 라우라나한 것이라 여긴다.
높이 35m에 두 개의 쌓아올린 아치 탑에 올려져있다. 일부 보고서에는 원래 이 아치가 두오모 광장에 자유롭게 서있는 것이 계획이였으나, 이 기념물을 위한 공간을 마련하기 위해 자신의 집이 파괴되어야 했던 알폰소 밑의 관리였던 니콜로 보추토 (Niccolo Bozzuto)가 누오보성의 장소로 옮기도록 왕을 설득했다고 한다.
입구의 코린트 양식 기둥의 조각은 처음에는 알폰소의 행렬을 이끄는 개선 콰드리가가 묘사되어 있다. 조각가들에는 이사이아 다 피사 (Isaia da Pisa), 메를리아노 (Merliano), 도메니코 가지니, 안드레아 피오렌티노 (Andrea Fiorentino), 도나텔로의 제자 한 명, 실베스트로 델라퀼라가 포함된다. 아라곤 출신의 조각가들도 여기에 기여를 했다. 가운데에는 서문 : 아라곤의 상징이 있는 방패가 있다. 프리즈 밑에는 ALFONSVS REX HISPANVS SICULVS ITALICUS PIVS CLEMENS INVICTUS 프리즈 위쪽 서문에는 : ALFONSVS REGUM PRINCEPS HANC CONDIDIT ARCEM 가 있다.
두 번째 아치에는 사자들과 알폰스의 힘을 묘사한 조각상들이 있는 4개의 벽감이 놓여있다. 이것의 상단에는 전사로서의 복장을 한 알폰소가 많은 뿔을 지닌 두 진을 이겨내는 린텔이 있다. 이 코니스는 기마상을 의미한다. 아치의 꼭대기에 있는 성 미카엘, 대 안토니우스, 세바스티아누스 세 개의 조각상과 두 개의 누워있는 조각상은 조반니 다 놀라가 만든 것이다.
나폴리의 수도승 굴리에모가 만든 청동문으로 이 개선문을 통과해 광장에 들어서는데, 이 청동문에는 나폴리의 페르디난도 1세가 앙주 공작과 반란 남작들을 상대로의 승리를 여러 칸에 나타내고 있다.

## 같이 보기
- 카스텔간돌포